# Grabarka
Grabarka (em polonês/polaco: Grabarka; em ucraniano: Грабарка, transl. Hrabarka) é uma aldeia localizada no distrito administrativo de comuna de Nurzec-Stacja, no condado de  Siemiatycze, na voivodia da Podláquia, no nordeste da Polônia, perto da fronteira com a Bielorrússia. Está aproximadamente 8 quilômetros a sudoeste de Nurzec-Stacja, 9 quilômetros a oeste de Siemiatycze e 78 quilômetros a sul da capital regional, Białystok.

## História

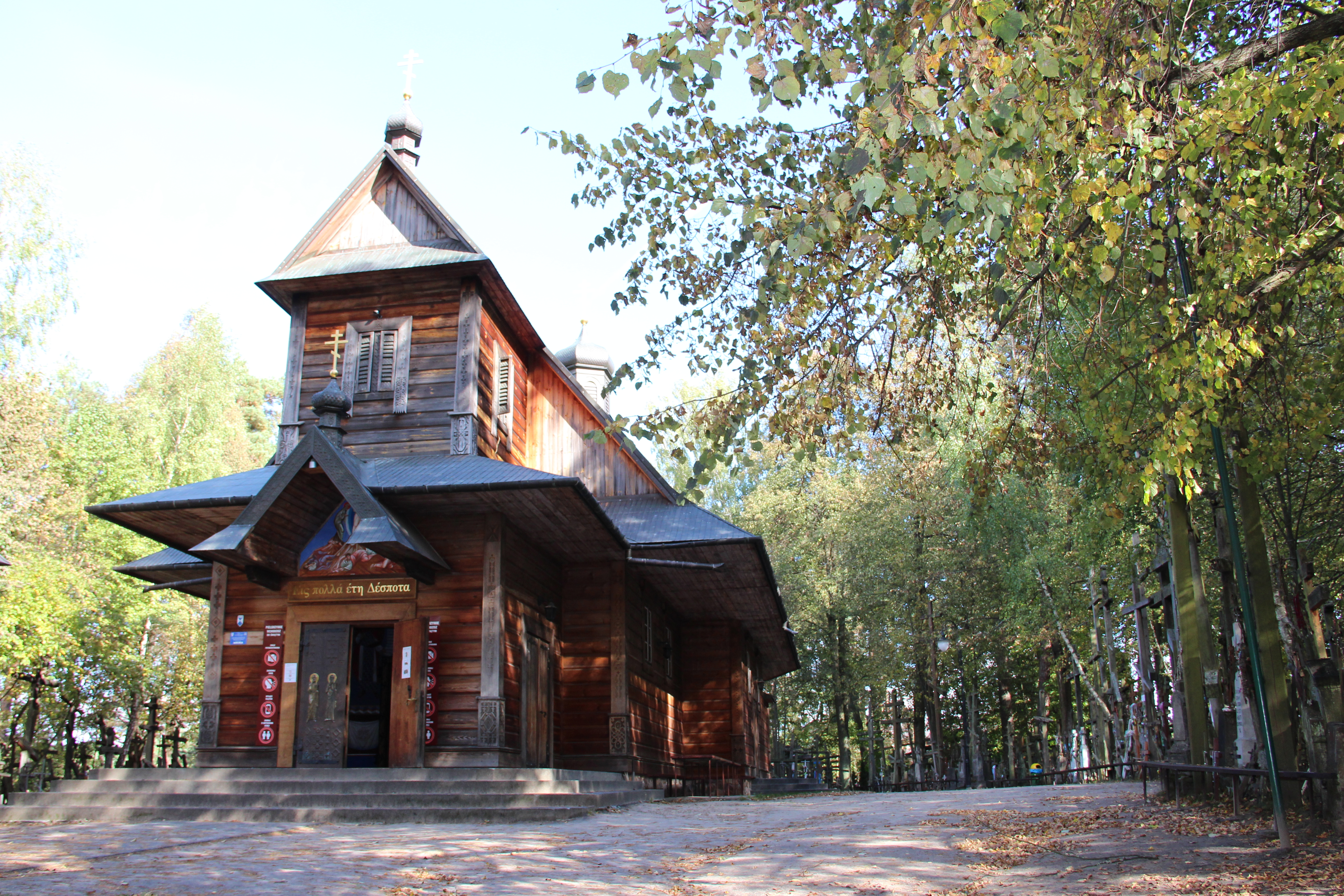
A ortodoxos de Grabarka

Contando com uma população de aproximadamente 50 habitantes, é particularmente conhecida dos fiéis ortodoxos, tendo o Convento de Santas Maria e Marta e três igrejas monásticas. Em 1921, um censo apontou que havia 63 habitantes em Grabarka: 55 bielorrussos ortodoxos e 8 judeus. Hoje, no entanto, a maioria dos habitantes é bielorrussa étnica, mas há igualmente poloneses étnicos, alguns destes católicos romanos atendidos por uma única paróquia local.